# Gliese 163
Désignations
Gliese 163 est une naine rouge située à environ 15,14 pc (∼49,4 al) de la Terre, dans la constellation de la Dorade. Étudiée par une équipe européenne, les astronomes ont découvert autour de cette étoile un système planétaire qui comprend au moins deux exoplanètes, dont une, Gliese 163 c, se trouve dans la zone habitable. L'existence d'une troisième planète, Gliese 163 d, n'est pas encore confirmée.

## Système planétaire
| Planète           | Masse (MJ) | Période orbitale (en jours) | Axe semi-majeur (ua) | excentricité |
| ----------------- | ---------- | --------------------------- | -------------------- | ------------ |
| b                 | 0.031      | 8.6                         |                      |              |
| c                 | 0.022      | 25.6                        |                      |              |
| d (non confirmée) | 0.064      | 604                         |                      |              |